# Hévízi-gyógytó Természetvédelmi Terület

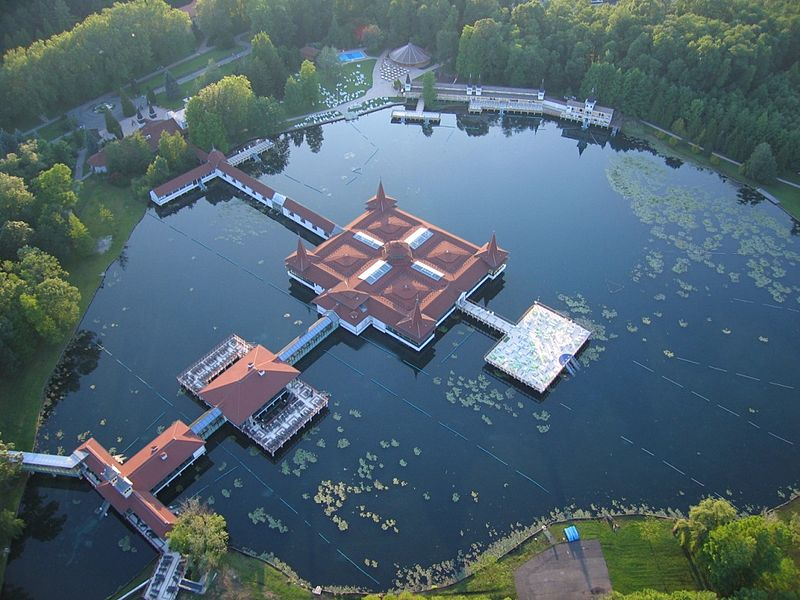
Hévízi-tó

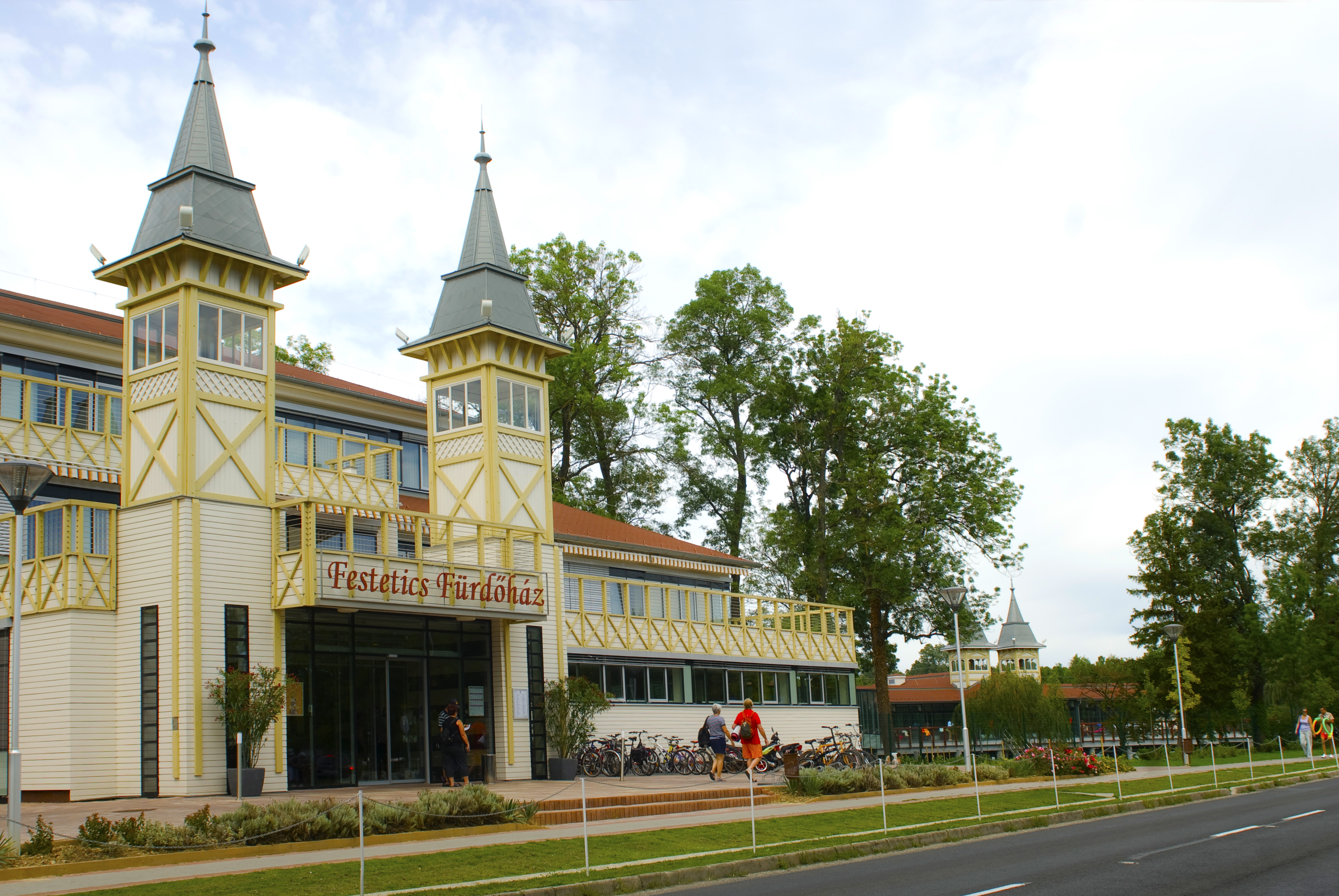
A Hévízi-tó fürdőépülete

A védelem által közvetlenül érintett terület Magyarország dunántúli felén, a Zalai-dombság és a Keszthelyi-fennsík határán, a Zalavári-háton helyezkedik el. 7 km-re a Balaton legnyugatibb városától, Keszthelytől nyugatra található, Hévíz város bel- illetve külterületén, a város központjától délkeleti irányban. Területe: 60 ha 5062 m² (ebből a tófelszín területe 4,44 ha).

## Irányelvek
A Balaton-felvidéki Nemzeti Park Igazgatóság a Hévízi Szent András Reumakórház és Gyógyfürdővel, mint vagyonkezelővel egyetértésben a világon egyedülálló Hévízi-tó fokozottabb védelme érdekében a Hévízi-gyógytó Természetvédelmi Terület kibővítéséről döntött. Hévíz városának, az idegenforgalomnak teljes rátelepülése a tóra jelentősen megnövelte a tavat (élővilágát, fizikai-kémiai tulajdonságait, és ezekkel a gyógyhatását) veszélyeztető beavatkozások, szennyeződések előfordulásának a lehetőségét.
A kibővült természetvédelmi terület tartalmazza a Hévízi-tó teljes belső védőterületét, mely egy külterületi erdőrészlet kivételével a Szent András Állami Reumatológiai és Rehabilitációs Kórház kezelésében van. Ezzel a bővítéssel egységes természet- és környezetvédelmi kezelést lehet biztosítani ennek a belső védőterületnek. Ezzel elérhető, hogy a természetvédelem érdekei és a hidrogeológiai kutatásokban meghatározottak maradéktalanul érvényre jussanak.
A fokozottan védett forrásbarlang és tó, a víz gyógytényezőinek, teljességének alapvető kritériuma vízhozam függő. A tavat körülvevő lápok a törvény erejénél fogva (ex lege) védettek. A VITUKI – MÁFI kutatás zárójelentése szerint a kénforgalom optimuma 450 – 500 l/s vízhozam esetén alakul ki. A zárójelentés javaslata szerint „olyan mennyiségi védőidom kidolgozása indokolt, amely biztosítja, hogy a jövőbeni engedélyezett vízkivételek nyomáscsökkentő hatása a Hévízi-gyógyforrás regenerálódását hosszabb távon se veszélyeztesse.”

### Éghajlat
Általában elmondható, hogy a területet szubmediterrán klíma-hatás éri, mely május végi és októberi csapadékmaximumban jelentkezik. Jellemző az aránylag enyhe tél, és a nem túl meleg nyár.
- Az évi összes csapadék átlaga 500–700 mm.
- Évi hőmérsékleti átlag: 10,2 °C
- Januári középhőmérséklet: -0,4 °C
- Júliusi középhőmérséklet: 20,8 °C
- Havas napok száma: 20-25 nap
- Szélirány és gyakoriság: É – 15%

A tó és az azt övező véderdők egymásra hatásának következtében sajátos, helyi mikroklíma alakult ki. A vizes területek hatására a helyi klíma kiegyenlítettebb, az erdők felfogják a szeleket, a tó és környezete gyakorta párába burkolózik. A park természeti adottságait nagymértékben befolyásolja a tó. A legjelentősebb módosító hatás a hőhatás, melynek élettani hatása a legsajátosabb a talajtani adottságok mellett. A melegvíz tulajdonságai miatt a tó környezetében az alábbi formában befolyásolja a mezoklímát:
- a hőhatás a tavat észak-északnyugatról határoló erdő szélvédelmi hatása miatt nemcsak közvetlenül a víz felszíne felett, hanem távolabb is érvényesül
- a talajvíz melegítése révén a tóparti sáv talaja télen is fagymentes, vagy csak a felszín közvetlen közelében fagy át
- az elpárolgott víz kemény hidegek idején a környező fák, cserjék ágaira csapódik harmat vagy dér formájában, és a harmatképzési ill. a fagyási hő leadása révén fékezi azok erősebb lehűlését

E három hatás következtében a part menti sáv (a víztől 20–40 m távolságig) klímája még kedvezőbb, mint a térség amúgy is viszonylag kiegyenlített makroklímája, így
- a közeli talajvíz révén a vízellátás télen-nyáron is bőséges
- miután a talaj a tó közelében nem fagy át, az örökzöldek nem szenvednek az élettani szárazságtól
- a nyár csak néhány fokkal, vagy egyáltalán nem melegebb az őszi-téli-tavaszi időszak viszonyt lényegesen enyhébb a meleg víztömeg közelében

### Hidrológia
A Hévízi-tó vízét a forrásbarlang forrásai folyamatosan táplálják. A tölcsér alakú tó 38,5 m alapján nyíló forrásbarlangja a Dunántúli-középhegység egyik nagy felszín alatti áramlási rendszerének hegységperemi feltörési helye. A források a Keszthelyi-fennsík Ny-i szélén egy É-D-i csapásirányú szerkezeti vonal mentén felső-pannóniai konglomerátumból, homokkőből tőrnek fel. Az egy termes barlangban meleg és hideg források vize keveredik. A termet egy iszapnyereg osztja ketté. Itt ered a termálvíz: a keleti oldalon 26,3 °C-os (≈10%), míg a nyugati oldalon 41 °C-os (≈90%) víz tör fel.
A tó teljes vízkészlete néhány naponta megújul. A vizet északon az északi-lefolyón keresztül az Ó-Berek-csatorna, délen a Hévízi-lefolyó fogadja be. A Hévízi-gyógytó TT területén még egy csatorna található, az Úsztatómajori csatorna, mely a Hévízi-lefolyóval azonos sorsra jut. A tó vize végső soron a Zalába, majd a Balatonba jut.

### Növénytársulások
A nyugati parkerdő növényföldrajzilag a pannóniai flóratartomány dunántúli flóravidék zalai flórajárásához tartozik.
A fafaj összetétele az itteni klíma és talajviszonyoknak megfelelő természetes erdőtípustól messze esik. Természetes növénytakarója Illír jellegű gyertyános-tölgyes lenne. Az erdő cserje és gyepszintjében megtaláljuk az e társulásra jellemző fajokat: közönséges fagyal, csíkos kecskerágó, veresgyűrűs som, medvehagyma, hóvirág stb. A valóságban a felső lombkorona szint a Festetics által parképítészeti céllal telepített feketefenyő, lucfenyő, vörösfenyő facsoportokból áll. Az alsó koronaszint uralkodó fafajai az akác, bálványfa, zöld juhar, hegyi juhar, korai juhar. Az erdő gyepszintjében tömeges a borostyán, ligeti perje, illatos ibolya, kis meténg. Az állományban található 100 éves, vagy annál is idősebb gyertyánok a múltat idézik. A gyertyán törzsformái az egykori legelőgazdálkodást bizonyítják.
A hévízi lápteknő növényföldrajzilag a pannóniai flóratartomány délnyugat-dunántúli flóravidék zalai flórajárásához tartozik.
Hévíz tava, valamint a környező láp- és mocsárvilág szerves vízföldtani, ökológiai és növényföldrajzi egységet mutat. Az emberi hatások ma már uralkodóak az eredeti természetes komponensek fölött.
A tóban és a lefolyóban még mindig számos, eredeti vízi, mocsári és lápi faj van. Szembetűnő számos gyom faj jelenléte is.
A tó legnevezetesebb vadon termő faja a melegkori reliktum tengermelléki káka.
A láp hajdanán a Dobogótól egészen Komárváros, Csákány falvakig ért. A felhalmozódott vastag tőzegrétegen változó vízállás mellett kialakultak a hinarasok, nádasok, mocsárrétek (fehértippanos, ecsetpázsitos), szittyósok, láprétek, rekettyefüzes, bokorfüzes ligeterdők. Puhafa-ligeterdővolt kezdetben az északi és keleti véderdők őse. Helyenként kőrises ligeterdők, majd a kőris-éger ligeterdők alakultak ki. A kőris minden bizonnyal a keskenylevelű kőris magyar tájfajtája volt (magyar kőris). Ez a terület ma is a sík félnedves-nedves, puhafás ligeterdő, égeres láperdő erdőtípusba tartozik. Természetes elegyfája a magyar kőris. Jellegzetes jelzőnövénye a mocsári sás.
A természetes erdőtársulásokat 1910 óta elkezdődött mesterséges erdősítések váltották fel. A keleti véderdőben található lapos kővel kirakott kút, és az itató vályú egykori legelőhasználatra utal. Az ötvenes évek végén nyárfa állományt, majd ennek 1992-es végvágása után mézgás égert telepítettek. Az égerrel magyar kőrist és hazai nyár és fűz fajokat elegyítettek. A cserjeszintben társulásalkotó a zselnicemeggy és a fekete bodza. A gyepszintben félnedves helyeken magas aranyvessző, vadkender, fekete csucsor, betyárkóró, sima útifű, pokolvar libatop, fehér libatop, borsos keserűfű, kenderkefű, gilisztaűző varádics, nedves helyeken vízi menta, gyepes sédbúza találhatók. Mindkét helyen erősen elterjedt a borostyán.
Mára a felújított állományok kivételével idős, mesterségesen létrehozott, elegyetlen mézgás éger monokultúra van a területek jelentős részén.
A klimatikus hatások a tó környezetének hidrogeológiai adottságaival párosítva a park növényállományának jellegét leginkább befolyásoló tényezők, és egyben a gyűjteményes kertekhez, arborétumokhoz hasonlóan sajátos növényállomány fenntartását teszik lehetővé. Ezt az adottságot csak részben használja ki ma a park, elsősorban a tóban lévő tavirózsák és a park idős faállományában található különleges igényű növényeken (kínai mamutfenyő, mocsárciprus) keresztül.
A park természetes vegetációval nem rendelkezik, jelentőségét adottságai mellett elsősorban koros növényállománya, növénykülönlegességei, és történeti múltja adja.

### Növényvilág
A baktériumok a tó élővilágának domináns elemei, a gyógyhatással is kapcsolatban állnak. Számos csoportjukat megfigyelhetjük a vízben.
Jellemző kékmoszatok a fonalas kékalgák. Karakterisztikus jelenség, hogy a kékmoszatok fele melegvízi, stenoterm faj. Két melegvizeket kedvelő kékalga Magyarországon csak itt fordul elő.
A bakteriális bevonatok a Hévízi-tó jellegzetes képződményei, falát 1,5 m mélységtől egészen a forrásbarlang szájáig főként fonalas kénbaktériumok borítják. Ezek, más kénbaktériumokkal együtt fontos szerepet játszanak a tó kén anyagcseréjében.
Jelentősek a sugárgombák, melyek közül a Micromonospora heviziensis, mely erőteljes fehérje- és cellulózbontó, a világon csak a Hévízi-tóban található.
A Streptomyces baktériumok között valószínűleg antibiotikum termelők is megtalálhatók.
A zöldalgák az egész tóban előfordulnak, kivéve a forrásbarlang környékét.
A kovamoszatok közül számos gyakori előfordulású a tóban.

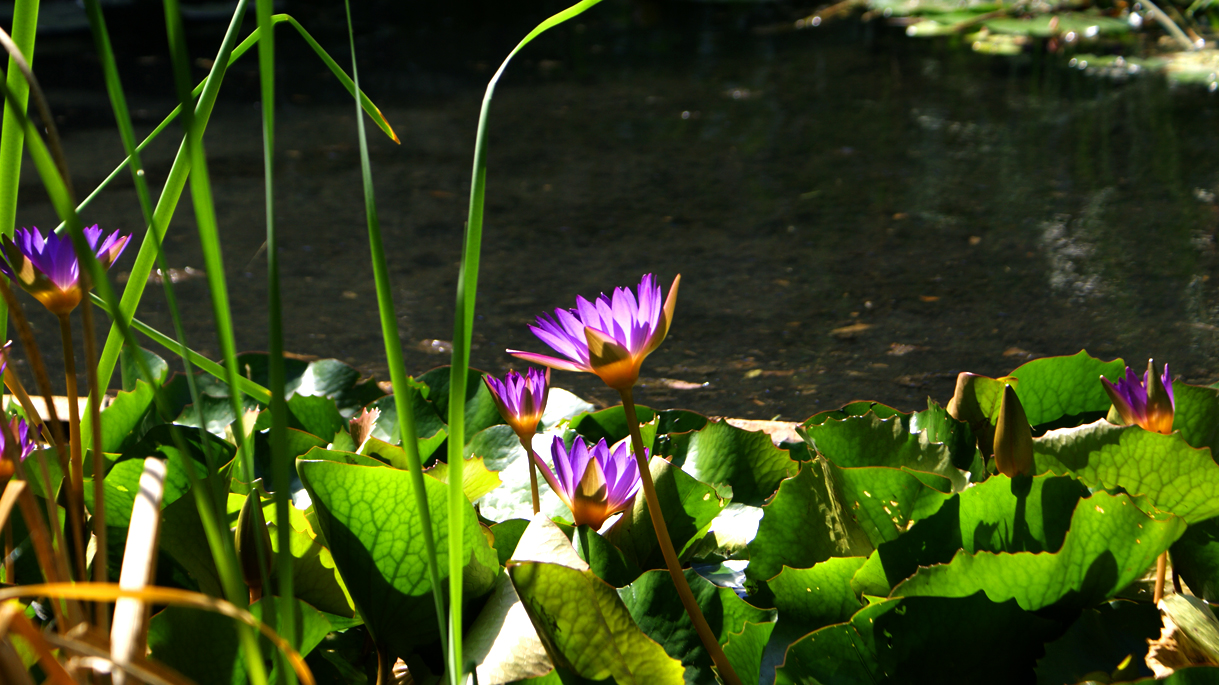
A Hévízi-tó szimbóluma az indiai vörös tündérrózsa hosszúvirágú alfaja (Nymphaea rubra var. longiflora)

Jelentősebb magasabb rendű növények:
- Indiai vörös tündérrózsa hosszúvirágú alfaja

1898-ban Lovassy Sándor ornitológus, a Keszthelyi Gazdasági Akadémia igazgatója próbálkozott honosításával a Hévízi-tóban, sikerrel.
A tündérrózsa védett növénye a Hévízi-tónak, a növényt bolygatni, virágát leszakítani tilos! Az utóbbi években a vörös tündérrózsa egy világos (fehér-rózsaszín) virágú mutánsa is megfigyelhető a tavon.
- Fehér tündérrózsa

A tóból már kipusztult, de még nagy számban tenyészik az üzemvíz-csatornában.
- Tengermelléki káka

A lefolyó szélén a náddal együtt sűrű állományt képez.
- Magyar kőris
- Mocsárciprus. Hévízi állománya jelentős, több utat szegélyez.

Számos ültetett-betelepített dísznövény, és spontán betelepült, behurcolt vízi növény él még a területen.

### Állatvilág
A tó fonálférgei közül kettő – Crocodolrylaimus thermalis és Neoactinolaimus tepidus – a tudományra nézve újnak bizonyult.
A kerekes férgek között is található néhány faunisztikai ritkaság, melyek csak termálvizekben előforduló, ritka szervezetek.
Az alsóbbrendű rákok egy alfaja, (Schizopera clandestina heviziensis) a tóra jellemző endemizmus.
A tóban és környékén 66 csigafaj és 8 változat ismert, ami a Magyarországon ismert 190 fajból álló csigafaunához viszonyítva igen gazdag.
Az apró állatkákon és csigákon kívül alig néhány halból és kétéltűből áll a tó magasabb rendű állatvilága.
A tó őslakója a mocsaras nádast kedvelő széles kárász és a compó, a hazánkban közönséges dévérkeszeg, a felszínen rovarászó jászkeszeg. A tó zsilipjéig sok más Balatonból ismert társával együtt a réti csík is felúszik, de nincs biztos adat, hogy a Hévízi-tóban is megtalálták volna.
A kétéltűek között a békák, vöröshasú unka és a tavi béka, a lefolyó növénnyel szegélyezett szélén, a kecskebéka valamint a pettyes gőte a vízben él; a hüllők közül a vízisikló és a kockás sikló tanyázik – kis számban – itt. A lefolyóban és a nádasban néha feltűnik a mocsári teknős.
A tóban gyakran látható a kis vöcsök néhány példánya. A lefolyóban főleg ősszel és tavasszal megjelennek a különféle récék. A Balaton befagyásakor ide menekülnek a bütykös hattyúk, a dankasirályok, néha még a szárcsák, szürke gém, kárókatona is. Minden évben a tó körüli erdőkben gyülekeznek a fecskék, és számos nem vándormadár (például: jégmadár) is itt talál téli menedéket.
Az emlősök közül a közönséges vízicickány a kishalakat, az erdei cickány a rovarokat fogyasztja. A füves térségeket a vakond túrja fel.
Három betelepített halfaj él még a tóban. Igen jellegzetes a kis méretű elevenszülő szúnyogirtó fogasponty, amely szúnyoglárvával és planktonnal táplálkozik. Az alig pár centiméter nagyságú halakat 1937-ben azzal a céllal telepítették Észak-Amerika déli vizeiből ide, hogy elpusztítsák a maláriaszúnyog lárváit. A betelepített, tájidegen fajok még az ezüstkárász és a naphal, ezek szintén előfordulnak a tóban.